# Pteronemobius tagalicus
Pteronemobius tagalicus är en insektsart som först beskrevs av Bolívar, I. 1889.  Pteronemobius tagalicus ingår i släktet Pteronemobius och familjen syrsor. Inga underarter finns listade i Catalogue of Life.